# Treći carigradski sabor
Treći carigradski sabor bio je ekumenski sabor Katoličke Crkve, Pravoslavne Crkve i nekih drugih kršćanskih zajednica, koji se od 680. do 681. održao u Konstantinopolu (Carigrad), tadašnjoj prijestolnici Bizantskog Carstva, na poziv cara Konstantina IV.
To je bio 6. ekumenski sabor. Svrha mu je bila okončanje spora oko monotelitske doktrine na kojoj su bili inzistirali Konstantinovi prethodnici Heraklije i Konstans II., nastojeći pomiriti halkedonsku s ne-halkedonskim Crkvama u istočnim provincijama Carstva. Takva su nastojanja, međutim, izazvala negodovanje kod Rimske Crkve. Na Saboru su i car i papa Agaton (koji je sudjelovao preko posrednika) i carigradski patrijarh Georgije I. o tom pitanju pronašli suglasje, te osudili monoenergizam i monotelitizam kao heretička učenja.